# Holacanthus limbaughi

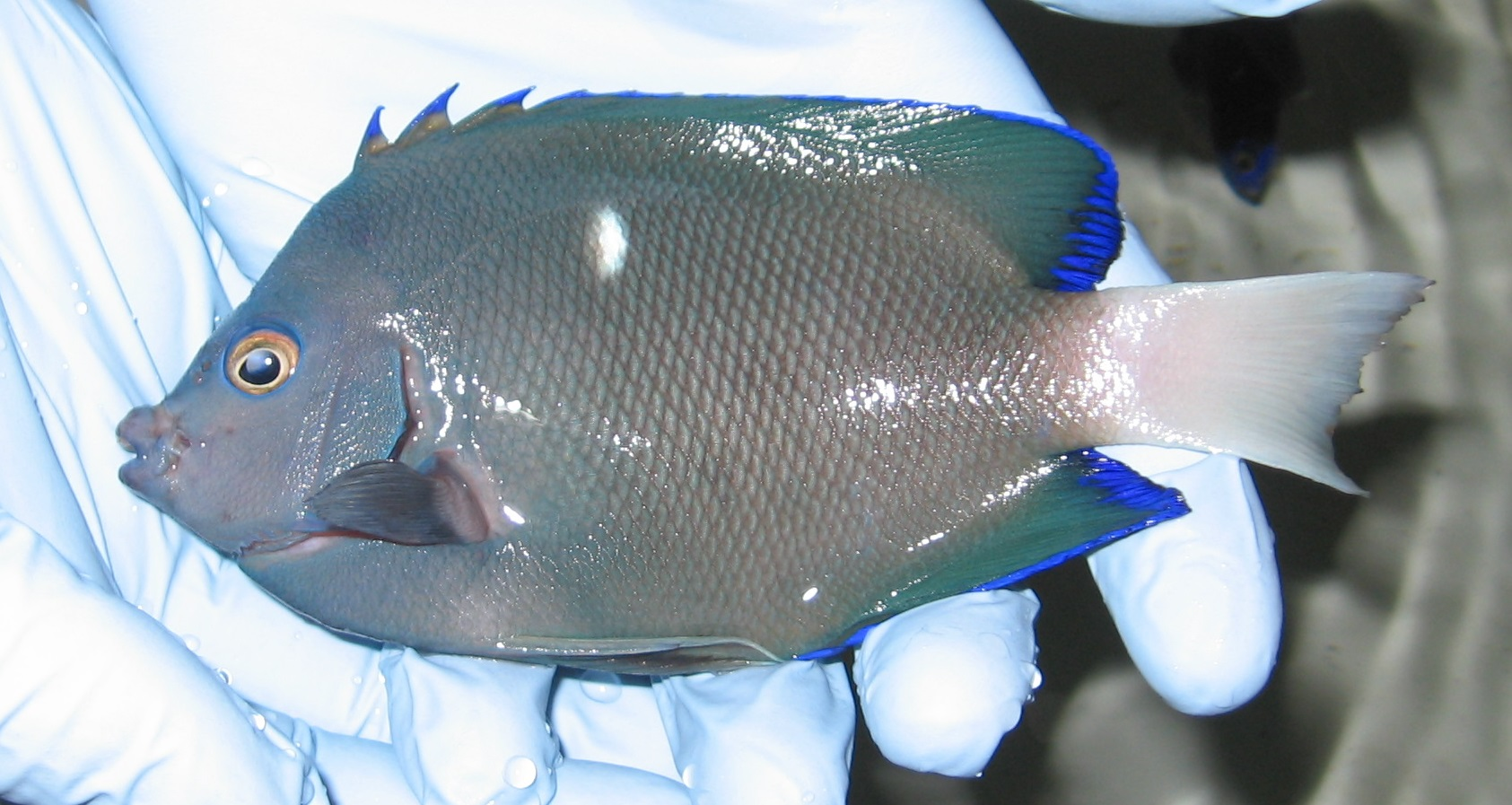
Ejemplar adulto de H. limbaughi capturado por el Servicio de Pesca y Vida Salvaje de la Región Pacífico Sudoeste

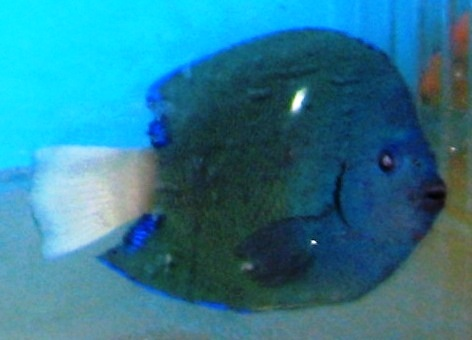
Ejemplar adulto de H. limbaughi capturado por el Servicio de Pesca y Vida Salvaje de la Región Pacífico Sudoeste

Holacanthus limbaughi es una especie de pez marino perciforme y pomacántido. 
Su nombre común en inglés es Clipperton angelfish, o pez ángel de Clipperton.
Es una especie común en su restringido rango de distribución, y con poblaciones estables. Se ha reportado sólo en el atolón de Clipperton, a 2.560 km al oeste de Costa Rica.

## Morfología
Es un pez ángel típico, con un cuerpo corto y comprimido lateralmente, y una pequeña boca, con dientes diminutos rematados como cepillos. Sus aletas dorsal y anal desarrollan un filamento en sus ángulos posteriores, aunque menos largos que en otras especies del género. Cuenta con una fuerte espina en el ángulo del preopérculo. Tiene 14 espinas dorsales, entre 17 y 18 radios blandos dorsales, 3 espinas anales y entre 17 y 18 radios blandos anales. La aleta caudal es recta en su margen posterior.
De adulto, la coloración base del cuerpo, cabeza, y las aletas dorsal, anal y pélvicas, es azul grisáceo, con los bordes de éstas en azul eléctrico. Junto al borde posterior de las aletas pectorales, cuenta con una pequeña mancha blanca distintiva. 
Los especímenes jóvenes tienen la coloración de la cabeza y del cuerpo marrón grisáceo. Añaden a su librea hasta 7 rayas verticales, de color azul, de las cuales dos en la cabeza.
Los machos, que son mayores que las hembras, miden hasta 25 centímetros de largo.

## Hábitat y comportamiento
Es una especie asociada a arrecifes y clasificada como no migratoria. Son comunes cerca de las orillas, entre 6 y 10 m de profundidad.
Su rango de profundidad es entre 2 y 100 metros.

## Distribución geográfica
Se distribuye en el océano Pacífico este, exclusivamente en el atolón de Clipperton, que pertenece a Francia. La isla tiene menos de 10 km² y, aproximadamente, unos 4 km² de arrecifes.

## Alimentación
Es omnívoro, y se alimenta de esponjas, huevos de invertebrados, gastrópodos, crustáceos, gusanos, moluscos, así como varias especies de algas.

## Reproducción
Aunque apenas se dispone de información específica sobre su ciclo de vida, como todas las del género, esta especie es dioica y ovípara. Su comportamiento sexual es poligínico, reuniendo el macho un harén de unas 4 hembras, a las que corteja y fertiliza alternativamente. Los machos se comunican con las hembras mediante cambios temporales de coloración durante el cortejo. La fertilización es externa, desovando en parejas. Cada año tienen, al menos, una estación clara de desove.
Tras la fertilización, los huevos flotan en la columna de agua durante 15 a 20 horas, hasta que eclosionan en larvas transparentes, que absorben el saco vitelino en 48 horas. Las larvas crecen rápidamente alimentándose de plancton, y cuando alcanzan los 15-20 mm mutan a la forma juvenil. 
No cuidan a sus alevines. Su nivel de resiliencia es medio, doblando la población en un periodo entre 1.4 a 4.4 años.